# Hermann Neefe

Hermann Josef Neefe, anonymes Foto einer verschollenen Miniatur von Leopold Kupelwieser; Bonn, Beethoven-Haus

Hermann Josef Neefe (* 3. September 1790 in Bonn; † 24. Februar 1854 in Wien) war ein deutscher Maler und Bühnenbildner.

## Leben
Neefe war ein Sohn des Kapellmeisters Christian Gottlob Neefe und erfuhr von diesem auch seinen ersten musikalischen Unterricht. Bereits als Kind spielte er Violine. Mit 14 Jahren ging er zu seinem Onkel A. Rösner nach Wien, da dieser als Opernsänger am Burgtheater ihm fundierte musikalische Weiterbildung versprach.
Im Hause seines Onkels machte Neefe bald schon Bekanntschaft mit dem Kupferstecher Jakob Christian Schlotterbeck. Dieser unterstützte Neefe bei dessen ersten zeichnerischen Arbeiten und half ihm beim Besuch der k.k. Akademie der bildenden Künste. An der Akademie wurde er u. a. Meisterschüler bei H. Janitsch. Von seinen Lehrern wurde Neefe besonders vom Theatermaler Antonio De Pian beeinflusst. Durch dessen Förderung bekam Neefe schon während seiner Ausbildung kleinere Aufträge von verschiedenen Theatern. Neefe heiratete in Wien Regina Luz, die Schwester von Johanna Luz, der Frau von Leopold Kupelwieser.
Über seine Lehrer lernte er den Theaterdirektor Karl Friedrich Hensler kennen und dieser engagierte ihn bald darauf für einige Arbeiten. Seine erste große Arbeit war die Gestaltung der Bühnenbilder für ein Kinderballett von Friedrich Horschelt.
Bald darauf kam Neefe nach Deutschland zurück und ließ sich in Mannheim nieder. Nach einiger Zeit am dortigen Theater holte ihn Herzog Karl nach Braunschweig. Nach Stationen in Mannheim, München, und Pest kehrte Neefe bereits 1830 nach Wien zurück und wurde von Direktor Johann August Stöger († 1861) an das Theater in der Josefstadt engagiert.
Neben seinen Arbeiten als Theatermaler schuf Neefe auch etliche Landschaften und Aquarelle; letztere dienten ihm oft als Entwürfe für seine monumentalen Bühnenbilder.
Im Alter von 64 Jahren starb Hermann Josef Neefe am 24. Februar 1854 in Wien.

## Werke (Auswahl)
Gemälde
- Landschaft mit Sonnenuntergang. 1826
- Gegend am Schneeberge. 1827
- Der Ilsenstein am Fuße des Brockens
- Ein gothisches Gemach
- Schillers Grabmal

Bühnenbilder
- La muette de Portici (Daniel-François-Esprit Auber)
- Der Verschwender (Ferdinand Raimund)
- Das Dauernde im Wechsel (Franz Carl Weidmann)
- Lucia di Lammermoor (Gaetano Donizetti)
- Der Ring des Glücks (Franz Carl Weidmann)